# Shulgi
Šulgi de Ur o Shulgi de Ur fue el segundo rey de la tercera dinastía de Ur (2111-2003 a. C.).

## Historia
Sucesor de Ur-Nammu, el fundador de la dinastía. Shulgi reinó 46 años, de 2094 a 2047 a. C., como un monarca absoluto que adoptó el título de "Rey de las Cuatro Zonas del Mundo" (las cuatro regiones principales que se conocían en Mesopotamia durante el III milenio) y el de "Rey de Summer y Acad". Fue sucedido por su hijo Amar-Sin, quien tuvo un reinado bastante pacífico.
En su gobierno él era juez supremo y cabeza de la administración, su voluntad decidía la paz y la guerra. Hasta tal punto era Shulgi todopoderoso en su reino, que retomó la costumbre acadia de divinización del monarca, atestiguada por primera vez bajo Naram-Sin (nieto de Sargón el Grande). Este hecho no significaba que el rey pasase a ser un dios más del panteón, sino que lo convertía en el principal intercesor entre el mundo de los hombres y de los dioses, como un dios local protector.
La primera parte de su reinado estuvo caracterizado por las reformas administrativas que llevó a cabo, destacando la reforma del sistema de pesas y medidas y la reorganización del ejército. El resto de años de su reinado se caracterizó por la política internacional debido al resurgimiento del poder elamita. Para luchar contra ellos, Shulgi utilizó armas y la diplomacia, pero no tuvo éxito y surgió una nueva guerra en la zona de Zagros, a finales de su reinado. 
Reconstruyó en época neosumeria el templo E.mes.lam.